# Стригин-Оболенский, Фёдор Иванович Гузей
Фёдор Иванович Стригин—Оболенский по прозванию Гузей († до 1513) — князь, воевода во времена правления Ивана III Васильевича и Василия III Ивановича.
Сын родоначальника князей Стригины-Оболенские князя и боярина Ивана Васильевича Оболенского по прозванию Стрига. 

## Биография
Первый воевода правой руки в войсках шедших к Дорогобужу и взявших город (1500). Участвует в знаменитой битве при Ведроши первым воеводою правой руки (14 июля 1500). 
Первый воевода Сторожевого полка конной рати в неудачном походе на Казань князя Дмитрия Ивановича Жилки (1506).
Женат на Евдокии — это её имя в иночестве. Бездетны. Жена 1 августа 1513 года сделала вклад в помин души мужа своего — село Махай во Владимирском уезде с завещанием: "а сошлёт Бог по мою душу, в котором монастыре не буду, и мои бы приказчики пожаловали мои кости отвезли в монастырь Животворящей Троицы".